# Ludwig Heilmann
Ludwig Heilmann (Wurtzburgo, 9 de agosto de 1903 — Kempten, 26 de outubro de 1959) foi um oficial alemão que serviu na Luftwaffe durante a Segunda Guerra Mundial. Foi condecorado com a Cruz de Cavaleiro da Cruz de Ferro com Folhas de Carvalho e Espadas.

## Sumário da carreira

### Condecorações
- Cruz de Ferro (1939)
  - 2ª classe (2 de outubro de 1939)[3]
  - 1ª classe (14 de junho de 1941)[3]
- Distintivo de Ferido em Preto
- Medalha Militar de Longo Serviço (Wehrmacht)
  - 4ª classe (2 de outubro de 1936)[3]
  - 3ª Classe (2 de outubro de 1936)[3]
- Distintivo de Paraquedista
- Distintivo de Ataque ao Solo da Luftwaffe
- Cruz Germânica em Ouro (26 de fevereiro de 1942)[4]
- Cruz de Cavaleiro da Cruz de Ferro (14 de junho de 1941)[5][6]
  - 412ª Folhas de Carvalho (2 de março de 1944)[6][7]
  - 67ª Espadas (15 de maio de 1944)[6][8]